# Komisi pemuda dewasa
Een komisi pemuda dewasa is een jongeren/volwassenencommissie in een christelijke context. De uitdrukking betekent ook letterlijk "commissie van jongeren en volwassenen" in het Indonesisch; deze commissies vinden haar oorsprong in Indonesië. Binnen de kerken (zowel rooms-katholiek als hervormd/gereformeerd) spelen deze jongerencommissies een grote rol bij het betrekken van de overige jongeren in het geloof.
Vaak ligt de organisatie van de volgende zaken bij deze KPD:
- het organiseren van jongerendiensten
- KTB's (kelompok tumbuh bersama, geloofsgroeigroepen)
- muzikale bijdrage aan de dienst.

Ook in Nederland kennen we deze jongerencommissies (KPD's), en wel in de volgende (Indonesische) kerken:
- GKIN
- PERKI
- Air Hidup.